# Ivar Rhedin
Ivar Daniel Rhedin, född 14 mars 1881 i Bokenäs församling, Göteborgs och Bohus län, död 7 juni 1953 i Göteborgs Vasa församling, Göteborgs och Bohus län, var en svensk kyrkoman, tidningsman och politiker.

## Biografi
Rhedins far var prost (flera av hans bröder var präster i Göteborgs stift) och starkt påverkad av Henric Schartau, och denna gammalkyrkliga syn påverkade Rhedin under uppväxten. Efter studentexamen vid Göteborgs högre latinläroverk 6 juni 1900 började Rhedin studera teologi vid Lunds universitet hösten 1901, under bland andra Torgny Segerstedt. Han avlade teologisk-filosofisk examen 31 maj 1902, blev teologie kandidat 31 januari 1905 och klarade praktiska teologiska prov 31 maj 1905. Han prästvigdes 9 juni 1905, och blev tillförordnad komminister i Starrkärr 1 maj 1915, komminister i Lundby pastorat 4 november 1916 (tillträdde 1 maj 1917) och blev kyrkoherde i Säve pastorat 7 juli 1923 (tillträdde 1 maj 1924). Han frånträdde Backa församling och övertog Torslanda församling 1 maj 1928 och blev kontraktsprost i Älvsyssels södra kontrakt 1937.
År 1913 blev han invald i redaktionen för veckotidningen Göteborgs Stifts-Tidning och blev 1918 redaktör och ansvarig utgivare och redigerade Julhälsningar till församlingarna från präster i Göteborgs stift 1918–1938. Rhedin använde främst tidningen som en plattform för att föra ut sina gammalkyrkliga åsikter och sin schartauanism.

### Kritik av Nathan Söderblom och ekumeniken
Rhedin var motståndare till liberala reformer inom Svenska kyrkan och kritisk mot den ekumenik som förespråkades av ärkebiskop Nathan Söderblom. Hans kritik och frispråkighet tog sig ett särskilt omtalat uttryck i hans så kallade "Åbointervju" återgiven i tidningen Åbo Underrättelser den 17 april 1932. I intervjun gjorde Rhedin en jämförelse mellan biskop Söderblom och den då nyss (12 mars 1932) avlidne finansmannen Ivar Kreuger, där han bland annat uttalade:
| ” | Det som åter mest bidragit till splittringen inom Sveriges kyrkoliv är de ekumeniska strävandena. Skulle den ekumeniska rörelsen ha fått verka obehindrad och utan att ha mött något motstånd, hade vi snart icke vetat om vi voro kristna eller muhammedaner - eller bolsjeviker ... Det är väl intet som vållat splittring inom Sveriges kyrka såsom denna "fridsrörelse". Man trodde, d.v.s. man ville tro på en ny svensk andlig storhetstid genom Nathan Söderblom, liksom på en värdslig storhetstid genom Kreuger. Båda visade sig vara lika ihåliga, och grunden lika svag för båda ... | „ |

Uttalandena föranledde Manfred Björkquist, då ledare av Sigtunastiftelsen, att replikera:
| ” | Kyrkoherde Rhedin, Göteborgs Stifts-tidnings redaktör, är en orädd man. Men då oräddheten får en vana att överstiga anständighetens gräns, blir den rätt och slätt en simpel hänsynslöshet. Kyrkoherde Rhedins ihärdiga smutskampanj mot ärkebiskop Söderblom är i färskt minne. Den är tyvärr på det hållet ingen isolerad företeelse. Det är en öppen skam, att en sådan umgängeston tolereras inom svenska kyrkan och att vederbörande kyrkoledning kan finna sig däri. ... Men vad som måste betecknas som rent kränkrande ej blott för kyrklig och svensk känsla utan för den enklaste mänskliga anständighetskänsla, det är den försåtliga sammanställningen av Ivar Kreuger och Nathan Söderblom, och det i en situation, då Söderbloms namn och gärning ute i världen mer än någonsin även är en oskattbar nationell tillgång. Man tror icke sina ögon, då man läser: "Båda visade sig vara lika ihåliga och grunden lika svag för båda." | „ |

Olika krav på åtgärder föranledde Göteborgs domkapitel att vid sitt sammanträde den 11 maj 1932 besluta att ansluta sig till ett anförande hållet av domprosten Gustaf  Ljunggren under mötet där han uttalade att han "finner flera av de däri förekommande yttrandena olämpliga, särsklt med hänsyn till att de fälldes utanför landets gränser, samt att jag anser desamma genom sin obetänksamma formulering ägnade att vilseleda och att utmana känslan för värdighet och rättvisa, som anstår varje människa och i synnerhet en kyrkans tjänare", men att i övrigt inte vidta någon särskild åtgärd. Biskop Carl Block inlämnade ett eget, mindre klandrande yttrande.

### Inställning till Stalin och Sovjetunionen
Som ansvarig utgivare för Göteborgs Stifts-tidning blev Rhedin åtalad enligt tryckfrihetsförordningen för en artikel "Underliga tider" den 6 mars 1942 där uttrycken "Gudlöshetens apostel" och "massmördaren Stalin" använts om Sovjetunionens statschef. Åklagaren betecknade uttrycken såsom "synnerligen smädliga för främmande makts statschef och syftande till osämja med Ryssland", och betecknade det som "ansvarslöst av en präst i svenska statskyrkan att yttra sig så som svaranden gjort." Rhedin frikändes, där försvaret bland annat anförde att "Stifts-tidningen vore ett alltför obetydligt organ för att Stalin skulle fästa något avseende vid densamma".

### Inställning till Hitler och Nazityskland
Rhedin var under hela sitt liv tysklandsvän och stödde Hitlers maktövertagande 1933, och sympatiserade med Tyskland under hela andra världskriget. Efter Kristallnatten uttryckte han dock i sin kolumn Från vår horisont att han var en sörjande tysklandsvän som inte alls kunde applådera och stödja Tysklands agerande, och uppmanade sina läsare till att be och om möjligt hjälpa de utsatta judarna.
Rhedin deltog den 28 september 1940 på Coldinuordens restaurang i det konstituerande sammanträdet för föreningen "Sällskapet för kulturell och social upplysning"  och ska då ha "hållit ett särskilt aggressivt anförande". Det mycket neutrala föreningsnamnet till trots innehöll föreningens stadgar och program punkter som
- "att i det dagliga livet bland vänner och bekanta sprida upplysning och förståelse för de nationalsocialistiska frågorna samt värva anhängare för vår stora uppgift"
- att verka för "djupt samarbete mellan Sverige och de totalitärt styrda staterna på det politiska, sociala och kulturella området"

Vid detta möte bereddes tillträde för de som undertecknat en särskild ansökan och därefter fått sig tillsänt ett medlemskort stämplat med hakkorset. Vid mötet visades under 2½ timme uteslutande tyska filmer, vilket föranledde poliskammaren att till polisåklagaren översända en rapport med anmodan att väcka åtal mot anordnaren rederitjänstemannen Carl Johan Torin för olaga filmförevisning.
Rhedins deltagande i det nazistiska samkvämet tillsammans med andra uttalanden, bland annat benämnandet av den norske biskopen Eivind Berggrav som kommunistsympatisör samt placering av ett Hitler-porträtt i ett rum i prästgården som återkommande användes för dop och vigslar föranledde en grupp benämnd "Säveoppositionen" att göra en anmälan till Göteborgs Domkapitel om Rhedins politiska verksamhet som väckt förargelse bland ett stort antal församlingsbor. I december 1942 dömdes Rhedin av Domkapitlet till varning för vårdslöshet och oskicklighet i sitt ämbete, dock inte för deltagandet i det nazistiska samkvämet, men för att han i sina förklaringar den 27 oktober och 17 november 1942 måste anses ha lämnat vilseledande uppgifter angående vissa sakförhållanden, dels använt ett för en prästman ovärdigt skrivsätt. Rhedin överklagade till Göta Hovrätt som i juni 1943 friade Rhedin från varningen och slog fast att han inte gjort sig skyldig till tjänstefel. Hovrätten fastslog dock att Rhedins förklaringar till Domkapitlet hösten 1942 varit vilseledande och att han inte uttryckt sig "på det sansade sätt, som kan krävas av en prästerlig befattningshavare".

### Övrigt
Rhedins misstro mot samhällets sekularisering ledde till att han deltog i bildandet av högerpartiet Kyrkliga Folkpartiet.
I slutet av andra världskriget engagerade sig Rhedin i Hjälpkommittén för Tysklands barn.

## Familj
Ivar Rhedins föräldrar var Peter Andreas Rhedin och Fredrika Sofia Lundström, dotter till Lars Georg Lundström och brorsdotter till Carl David Lundström. Han gifte sig 24 maj 1910 med Kerstin Johnsson, född i Ljungby, Kalmar län, 1886, dotter till kyrkoherden John Axel Johnsson och Ida Fridegunda Rydén. I äktenskapet föddes  flera döttrar och en son, författaren Per Rhedin.
Hans grav återfinns på Säve kyrkogård.